# Instituto Nacional de Antropología e Historia
El Instituto Nacional de Antropología e Historia (INAH) es una dependencia del gobierno federal de México encargado de la investigación, preservación, protección, docencia y difusión del patrimonio paleontológico, arqueológico, antropológico e histórico de la nación mexicana. Fue fundado el 3 de febrero de 1939 por mandato del presidente Lázaro Cárdenas del Río.Desde 2015 pertenece a la Secretaría de Cultura.

## Antecedentes
La creación en 1825 del Museo Nacional Mexicano por el presidente Guadalupe Victoria poco después de la Independencia es uno de los primeros antecedentes del INAH; posteriormente la disposición en 1865 de Maximiliano de Habsburgo de instalar en el Palacio Nacional, el Museo Público de Historia Natural, Arqueología e Historia contribuye al esfuerzo de preservar las colecciones de figuras precolombinas.
El reconocimiento en 1897 de que la nación es la propietaria de los inmuebles arqueológicos y el encargo de su custodia al Gobierno Federal y a los Gobiernos Estatales incrementa la participación del estado en el cuidado y estudio de las culturas mesoamericanas. Posteriormente en 1909 y con el festejo del centenario de la Independencia como marco el museo se divide en varias secciones: el Museo de Historia Natural y el Museo Nacional de Arqueología y Etnografía inaugurado por el presidente Porfirio Díaz. En 1917, como parte de la Secretaría de Agricultura y Fomento, se crea la Dirección de Estudios Arqueológicos y Etnográficos, que al año siguiente cambia el nombre por el de Dirección de Antropología; en 1925, es incorporada a la SEP, luego, en 1930 se fusionan la Dirección de Arqueología y la Inspección General de Monumentos para constituir el Departamento de Monumentos Artísticos, Arqueológicos e Históricos de la SEP, con las funciones de: exploración de las zonas arqueológicas del país; vigilancia, conservación y restauración de monumentos arqueológicos, históricos y artísticos de la República, y los objetos que en ellos se encuentran; las investigaciones científicas y artísticas que interesen a la Arqueología e Historia de México, antropológicas y etnográficas, principalmente de la población indígena del país y la publicación de obras. Finalmente en 1939 se creó el INAH.
En el reglamento de la ley orgánica del Instituto Nacional de Antropología e Historia, artículo 2 se menciona la conservación del patrimonio cultural, los bienes de interés paleontológico, sitio arqueológico y rescate arqueológico.

## Lista de directores
| Directores                       | Periodo    |
| -------------------------------- | ---------- |
| Alfonso Caso                     | 1939-1947  |
| Ignacio Marquina                 | 1947-1956  |
| Eusebio Dávalos Hurtado          | 1956-1968  |
| Ignacio Bernal y García Pimentel | 1968-1970  |
| Luis Ortiz Macedo                | 1970-1972  |
| Guillermo Bonfil Batalla         | 1972-1976  |
| Gastón García Cantú              | 1976-1982  |
| Enrique Florescano               | 1982-1988  |
| Roberto García Moll              | 1988-1992  |
| María Teresa Franco              | 1993-2000  |
| Sergio Raúl Arroyo               | 2000-2005  |
| Luciano Cedillo Álvarez          | 2005-2006  |
| Alfonso de María y Campos        | 2006-2012  |
| Sergio Raúl Arroyo               | 2012-2013  |
| María Teresa Franco              | 2013-2016  |
| Diego Prieto Hernández           | 2016-2025  |
| Joel Omar Vázquez Herrera        | Desde 2025 |

## Actualidad
En la actualidad, el INAH coordina su trabajo a través de una Dirección General, de la que dependen dos secretarías (Técnica y Administrativa), tres escuelas, 66 bibliotecas, una Coordinación Nacional de Asuntos jurídicos, la Dirección de Medios de Comunicación y, por medio de la Coordinación Nacional de Centros INAH, supervisa la realización de sus funciones principales y las actividades de los 31 Centros Regionales que posee el instituto en los estados de la República Mexicana.
El INAH es responsable de alrededor de 110 000 monumentos históricos, construidos entre los siglos XVI y XIX (el patrimonio cultural datado a partir del siglo XX está bajo el cuidado del Instituto Nacional de Bellas Artes), de más de 54 mil sitios arqueológicos descubiertos hasta la fecha y también de los sitios paleontológicos en el territorio del país. De esta enorme cantidad, solo 178 sitios arqueológicos y uno paleontológico están abiertos al público.
También corresponde a esta instancia gubernamental la supervisión y operación de alrededor de cien museos. Estos se localizan a lo largo del territorio nacional mexicano y están categorizados de acuerdo con su extensión, la calidad de los materiales expuestos, la localización geográfica y el número de visitantes que reciben (nacionales, regionales, locales y de sitio). De estos museos, quizá el más conocido sea el Museo Nacional de Antropología de la Ciudad de México, que alberga una amplia colección de objetos prehispánicos y material etnográfico de todo el país.
La Secretaría Técnica tiene bajo su cargo seis coordinaciones, la Coordinación Nacional de Arqueología, la Coordinación Nacional de Antropología, la Coordinación Nacional de Difusión, la Coordinación Nacional de Monumentos Históricos, la Coordinación Nacional de Museos y Exposiciones y la Coordinación Nacional de Conservación del Patrimonio Cultural.
Por su parte la Secretaría Administrativa tiene cinco, la Coordinación Nacional de Recursos Humanos, la Coordinación Nacional de Recursos Financieros, la Coordinación Nacional de Recursos Materiales y Servicios, la Coordinación Nacional de Desarrollo Institucional y la Coordinación Nacional de Obras y Proyectos.
La investigación del patrimonio cultural que realiza el INAH se aborda según las distintas materias y disciplinas por la Coordinación Nacional de Arqueología, la Dirección de Estudios Históricos y la Coordinación Nacional de Antropología, esta última agrupa a la Dirección de Antropología Física, la Dirección de Etnohistoria, la Dirección de Etnología y Antropología Social, y la Dirección de Lingüística.
A comienzos de 2005 la sede de la dirección general de este instituto se estableció en el antiguo Palacio del Marqués del Apartado, para lo cual desde hace tiempo se estaban realizando trabajos de remodelación.
En 2015 fue absorbido por la Secretaría de Cultura.
El INAH en 2019 contaba con 880 profesores investigadores de tiempo completo, más de 200 arquitectos especialistas en conservación y restauración del patrimonio edificado; 180 conservadores restauradores de bienes muebles y asociados inmuebles, 2690 trabajadores técnico-profesionales de base, y 1550 trabajadores eventuales.
También cuenta con una red de 160 museos nacionales, metropolitanos, regionales, locales, de sitio y de sitio arqueológico, algunos cuentan con sus áreas de servicios educativos.
Así mismo, se tienen 35 bienes inscritos en la lista Representativa del Patrimonio Mundial, Cultural y Natural de la UNESCO, México es el primer país de América y el sexto a nivel mundial, con el mayor número de sitios reconocidos.

## Escuelas
Por ley el INAH le compete las tareas sustantivas de investigar, conservar, proteger y difundir el conocimiento sobre el patrimonio cultural de México. El Instituto tiene a su cargo tres escuelas de estudios superiores, además de participar en otra escuela como asesor, mediante un convenio de colaboración con la Secretaría de Cultura del Estado de Jalisco, en donde se imparte una licenciatura en Restauración de Bienes Muebles.
- Escuela Nacional de Antropología e Historia (ENAH) en la cual se imparten las licenciaturas en arqueología, antropología social, antropología física, etnología, etnohistoria, historia y lingüística,[7] ubicada en Tlalpan, Ciudad de México.
- Escuela Nacional de Conservación, Restauración y Museografía “Manuel del Castillo Negrete” (ENCRyM)  Institución reconocida a nivel mundial que imparte la licenciatura en restauración de bienes culturales muebles, y las maestrías en Museología, Museografía,  así como en Conservación y Restauración de Bienes Culturales Inmuebles, ubicada en la alcaldía Coyoacán.
- Escuela de Antropología e Historia del Norte de México (EAHNM)  ubicado en la ciudad de Chihuahua. imparte las licenciaturas en arqueología, antropología física, antropología social con una extensión en la ciudad de Creel y Lingüística Antropológica.

De esta manera sus escuelas son eficientes a las necesidades y beneficio de la sociedad en general y del propio INAH que en su Programa de Trabajo 2007-2012 afirma que "la investigación y la formación de profesionales es el centro de nuestro quehacer: de él emanan las nuevas políticas públicas de protección y difusión de nuestro legado, y es el semillero indispensable para el recambio generacional en las tareas sustantivas que nos han encomendado".

## Eméritos
El INAH designa como eméritos a sus investigadores más destacados por sus contribuciones en los campos de historia, antropología o arqueología Los 16 investigadores que han sido reconocidos con este nombramiento:
- Beatriz Braniff Cornejo (1925-2013)
- Fernando Cámara Barbachano (1919-2007)
- Johanna Faulhaber Kamman (1911-2000)
- Francisco González Rul Hernández C. (1920-2005)
- Doris Heydenreich Zelz (1915-2006)
- Sonia Lombardo Pérez Salazar (1936-2014)
- Leonardo Manrique Castañeda (1934-2003)
- Eduardo Matos Moctezuma
- Margarita Nolasco Armas (1932-2008)
- Julio César Olive Negrete (1914-2008)
- Alicia Olivera Sedano (1933-2012)
- Román Piña Chán (1920-2001)
- Arturo Romano Pacheco (1921-2015)
- Javier Romero Molina (1910-1986)
- Constantino Reyes-Valerio (1922-2006)
- María Teresa Franco González Salas[8]
- Lourdes Márquez Morfin
- Zaid Lagunas Rodríguez

## Premios INAH
El Instituto otorga, anualmente, los premios INAH a los mejores trabajos de Antropología e Historia del país, en los cuales es posible reconocer la amplitud de las disciplinas y áreas en las que trabaja.
- Premio Alfonso Caso. En el área de Arqueología.
- Premio Wigberto Jiménez Moreno. En el área de Lingüística.
- Premio Fray Bernardino de Sahagún. En las áreas de Etnología y Antropología Social.
- Premio Francisco de la Maza. En las áreas de Restauración y Conservación del Patrimonio Artístico y Urbanístico.
- Premio Francisco Javier Clavijero. En el área de Historia y Etnohistoria.
- Premio Paul Coremans. En las áreas de Restauración y Conservación de Bienes Materiales.
- Premio Miguel Covarrubias. En las áreas de Museográfías e Investigación de Museos.
- Premio Javier Romero Molina. En el área de Antropología Física.